# Klik & Play
Klik & Play es un programa que permite a los usuarios poder crear juegos usando una gama de sonido, imágenes y animaciones prediseñadas y herramientas para crear archivos ejecutables. Klik & Play es una herramienta de programación para usuarios inexpertos en programación que usa una interfaz de señalar y cliquear para crear software pulsando botones, navegando menús y arrastrar y soltar elementos en pantalla. 

## Desarrollo
Esta aplicación fue desarrollada por Clickteam en 1994, y fue publicada por Maxis (excepto Francia, donde la distribuyó Ubisoft).
También se publicó una versión Klik & Play For Schools para fines educativos.

## Continuaciones
Clickteam ha realizado otros sistemas basándose en su experiencia en Klick & Play, como The Games Factory (a veces llamado Klik & Play 2), Click & Create (a.k.a. Multimedia Fusion Express) y Multimedia Fusion entre otros.